# Emilio Cuppini
Emilio Cuppini (* 26. Juni 1964) ist ein ehemaliger italienischer Motorradrennfahrer.

## Werdegang
Cuppini war zwischen 1987 und 1994 in der 125-cm³-Klasse der Motorrad-Weltmeisterschaft aktiv und startete auf Maschinen der Hersteller MBA, Honda, Garelli, Gazzaniga und Aprilia.
Insgesamt absolvierte Cuppini 45 Grand-Prix-Rennen; sein bestes Jahr hatte er 1990, als er auf Honda mit 15 WM-Punkten 24. der Gesamtwertung wurde und mit Rang sieben beim Großen Preis von Ungarn auf dem Hungaroring sein bestes Einzelresultat einfuhr.
Neben seinem WM-Engagement war Cuppini auch in der Motorrad-Europameisterschaft aktiv. In der Saison 1988 errang er mit sieben Siegen in acht ausgetragenen Rennen auf Garelli souverän vor seinem Landsmann Alessandro Gramigni (MBA) den EM-Titel in der Achtelliterklasse. Im selben Jahr wurde Cuppini auf Garelli auch Italienischer Meister in der 125-cm³-Klasse.

## Statistik

### Erfolge
- 1988 – 125-cm³-Europameister auf Garelli
- 1988 – Italienischer 125-cm³-Meister auf Garelli

### In der Motorrad-Weltmeisterschaft
| Saison | Klasse  | Motorrad  | Rennen | Siege | Zweiter | Dritter | Poles | Schn. Runden | Punkte | Ergebnis |
| ------ | ------- | --------- | ------ | ----- | ------- | ------- | ----- | ------------ | ------ | -------- |
| 1987   | 125 cm³ | MBA       | 2      | –     | –       | –       | –     | –            | 0      | –        |
| 1988   | 125 cm³ | Honda     | 2      | –     | –       | –       | –     | –            | 1      | 39.      |
| 1989   | 125 cm³ | Garelli   | 10     | –     | –       | –       | –     | –            | 0      | –        |
| 1990   | 125 cm³ | Honda     | 10     | –     | –       | –       | –     | –            | 15     | 24.      |
| 1991   | 125 cm³ | Gazzaniga | 11     | –     | –       | –       | –     | –            | 0      | –        |
| 1992   | 125 cm³ | Aprilia   | 5      | –     | –       | –       | –     | –            | 0      | –        |
| 1993   | 125 cm³ | Aprilia   | 3      | –     | –       | –       | –     | –            | 0      | –        |
| 1994   | 125 cm³ | Aprilia   | 2      | –     | –       | –       | –     | –            | 7      | 28.      |
| Gesamt | Gesamt  | Gesamt    | 45     | 0     | 0       | 0       | 0     | 0            | 23     |          |